# Marmosa xerophila
Marmosa xerophila är en pungdjursart som beskrevs av Charles O. Handley och George Gordon 1979. Marmosa xerophila ingår i släktet dvärgpungråttor och familjen pungråttor. IUCN kategoriserar arten globalt som sårbar. Inga underarter finns listade.
Pungdjuret förekommer i nordöstra Colombia och nordvästra Venezuela vid Venezuelabukten. Arten vistas där i torra skogar i låglandet. Fortplantningen sker mellan juni och februari, vanligen under den torra tiden (juni/juli). Honor har vanligen åtta ungar per kull.
Arten är med en vikt mellan 30 och 90 g medelstor i släktet dvärgpungråttor och honor är något mindre än hannar. Djuret tillhör pungdjuren men honor saknar pung (marsupium). Liksom andra släktmedlemmar har Marmosa xerophila nakna öron, stora ögon och mörka fläckar kring ögonen vad som liknar en ansiktsmask. På bålens ovansida förekommer gulbrun till gråbrun päls och undersidan är täckt av vit päls. Kännetecknande är de korta håren som sällan blir 5 mm långa. Arten skiljer sig även i avvikande detaljer av skallens konstruktion från Robinsons muspungråtta.
Individerna klättrar främst i växtligheten och de går ibland på marken. Detta pungdjur äter främst insekter samt några frukter och troligen även nektar och pollen. Efter födelsen suger sig ungarna fast vid en spene och stannar där cirka 23 dagar. Ungarna diar sin mor cirka två månader och de blir efter cirka nio månader könsmogna. I naturen lever Marmosa xerophila sällan längre än ett år. En individ i fångenskap blev 14 månader gammal. För övrigt antas att levnadssättet är lika som hos andra dvärgpungråttor.